# Trichoridia eristica
Trichoridia eristica är en fjärilsart som beskrevs av Rudolf Püngeler 1906. Trichoridia eristica ingår i släktet Trichoridia och familjen nattflyn. Inga underarter finns listade i Catalogue of Life.